# Покрајина Систан и Белуџистан
Систан и Белуџистан (перс. استان سیستان و بلوچستان) је једна од 31 покрајине у Ирану. Налази се на југоистоку земље. Граничи се са Пакистаном на југоистоку, Авганистаном на истоку и провнцијама Јужнм Хорасаном на северу, Керман на западу и Хормозганом на југозападу, док јужну границу представља Омански залив.
Покрајина се простире на 181.785 km² што је са 11,1 % иранске територије чини највећом покрајином у држави. Седиште Систана и Белуџистана је Захедан.